# Problème du Shandong

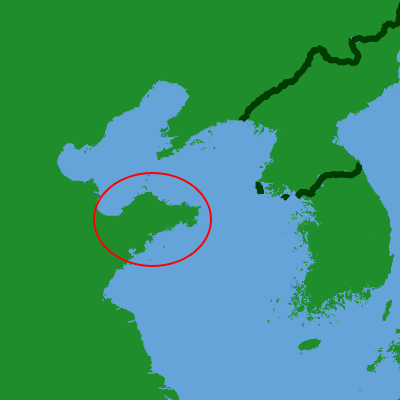
Localisation de la péninsule du Shandong.

Le problème du Shandong (山東問題, Shāndōng wèntí) est une dispute résultant de l'article 156 de traité de Versailles de 1919 qui traite de la concession de la péninsule du Shandong (Shantung).
Durant la Première Guerre mondiale, la Chine apporte son soutien aux Alliés à la condition que les concessions allemandes du Shandong lui reviennent. Malgré cet accord, l'article transfère les concessions à l'empire du Japon plutôt que de les retourner sous souveraineté chinoise. Le Japon obtient la province du fait d'accords secrets signés avec les puissances européennes. L'une des justifications des Japonais est que Duan Qirui a emprunté de l'argent au Japon pour renforcer son armée, ce qui est remboursé avec la péninsule du Shandong.
L'ambassadeur chinois à Paris, Wellington Koo, affirme que les Chinois ne peuvent pas céder le Shandong, qui est le lieu de naissance de Confucius, tout comme les Chrétiens ne peuvent abandonner Jérusalem, et demande la promesse de retour de la souveraineté chinoise sur le Shandong, en vain. L'outrage mène à des manifestations et au mouvement du 4 Mai qui influencent Wellington Koo à ne pas signer le traité.
La Chine déclare la fin de la guerre avec l'Allemagne en septembre 1919 et signe un traité de paix séparé en 1921. Les États-Unis servent de médiateur dans la dispute en 1922 lors de la conférence navale de Washington, et la souveraineté du Shandong est promise à la Chine le 4 février de la même année, tandis que les résidents japonais du Shandong reçoivent des droits spéciaux.